# Bliss (álbum)
Bliss é o quarto álbum de estúdio da cantora francesa Vanessa Paradis. É a primeira vez que um álbum de Vanessa tem múltiplos compositores e é a primeira vez que ela usa suas próprias composições. 
"Bliss" significa "felicidade" em inglês. Na época, Vanessa se dizia muito feliz pelo nascimento de filha e pelo início de seu romance com Johnny Depp.
Na classificação anual francesa de melhores vendas de 2000, Bliss ficou com a 87º posição.

## Lançamento e recepção
Vanessa Paradis deixa oito anos se passarem entre o lançamento de Bliss e seu álbum precedente em 1992 por conta de sua corrida carreira de atriz nos anos 90 e também pelo nascimento de sua primeira filha, Lily-Rose Melody Depp, no dia 27 de maio de 1999. 
Ele foi lançado primeiro em todos os países francófonos, assim como no Japão, e fica disponível no resto da Europa a partir do dia 5 de maio de 2001. O álbum permaneceu nas paradas francesas por 49 semanas.
Bliss foi o álbum de estúdio de menos sucesso da cantora, com nenhum dos três singles atingindo a primeiro lugar na França. No entanto, ele se torna único não só por Vanessa ter tido uma participação ativa nas canções, mas também pelo fato do então companheiro de Vanessa, o ator americano Johnny Depp, ter tocado em algumas da faixas e feito a capa do álbum. O álbum também marca a estreia musical de Lily-Rose Depp, a filha de Johnny e Vanessa, que participa de algumas das faixas.
Apesar das poucas vendas, Bliss consegue um sucesso em menor escala com seus singles. "Pourtant" é considerado o trabalho mais poético de Vanessa. Os singles "Commando" e "Que fait la vie?" foram outros lançamentos do álbum. Bliss também se destaca pelo seu booklet, o qual foi todo pintado com uma aquarela por Vanessa Paradis e Johnny Depp.

## Faixas
| #   | Título                    | Compositor(es)                                   | Duração |
| --- | ------------------------- | ------------------------------------------------ | ------- |
| 1.  | "L'Eau et le vin"         | Didier Golemanas, Alain Bashung, Richard Mortier | 4:36    |
| 2.  | "Commando"                | Didier Golemanas, Franck Langolff                | 3:40    |
| 3.  | "When I Say"              | Vanessa Paradis, Matthieu Chedid                 | 3:57    |
| 4.  | "Pourtant"                | Franck Monnet, Matthieu Chedid                   | 3:36    |
| 5.  | "Que fait la vie?"        | Didier Golemanas, Vanessa Paradis                | 4:20    |
| 6.  | "Les Acrobates"           | Franck Monnet, Vanessa Paradis                   | 3:42    |
| 7.  | "La la la Song"           | Gerry DeVeaux, Vanessa Paradis                   | 4:26    |
| 8.  | "L'Air du temps"          | Vanessa Paradis,Matthieu Chedid                  | 4:19    |
| 9.  | "St. Germain"             | Vanessa Paradis, Johnny Depp                     | 2:36    |
| 10. | "Dans mon café"           | Didier Golemanas, Vanessa Paradis                | 4:30    |
| 11. | "Firmaman"                | Vanessa Paradis                                  | 4:41    |
| 12. | "La Ballade de Lily-Rose" | Vanessa Paradis                                  | 2:33    |
| 13. | "Bliss"                   | Vanessa Paradis, Johnny Depp                     | 4:16    |

## Singles
De 3 singles, apenas o primeiro foi comercializado:
- "Commando" - Chega às rádios no fim de agosto de 2000 e é comercializado a partir de outubro.
- "Pourtant" - Enviado à mídia em novembro de 2000.
- "Que fait la vie?" - Enviado à mídia em abril de 2001.

### Commando
"Commando" marca a volta da colaboração de Vanessa Paradis com Franck Langolff. Eles não trabalhavam juntos desde o álbum Variations sur le même T'aime em 1990.
A canção teve direito à remixes oficiais, lançados em 6 de novembro de 2000. Isso só tinha acontecido antes a um single de Vanessa, "Tandem" em 1990.
- Daytime Mix
- Jackson's Come on Mix
- Nighttime Mix

## A turnê
O álbum originou a segunda turnê de Vanessa, a Bliss Tour, que dura do 6 de março ao 4 de agosto de 2001. As versões ao vivo são disponíveis nos CD e DVD Vanessa Paradis au Zénith.

## Comentários
- A canção "Junior suite" que faz parte do álbum Divinidylle lançado em 2007 era cotada inicialmente para estar nesse álbum.
- Depois que Johnny Depp atuou no musical Sweeney Todd de Tim Burton em 2007, Bliss passou a ser vendido nos Estados Unidos e na Austrália por ser um dos raros álbuns onde Johnny participa da composição e toca guitarra.

## Na televisão
A divulgação de Bliss durou oito meses, de outubro de 2000 a maio de 2001.
A volta de Vanessa tem início no jornal francês Journal de 20h no dia 15 de outubro, onde ela é entrevistada. Ela canta pela primeira vez "Commando" no programa Hit Machine no dia 21 de outubro. 
Suas últimas aparições televisivas para a divulgação do álbum acontecem em 26 de maio de 2001: ela é entrevistada no programa Mag e canta "Que fait la vie?" no Hit Machine.

## Desempenho

### Álbum
| Chart (2000)                   | Melhor posição |
| ------------------------------ | -------------- |
| Belgian (Wallonia) Album Chart | 18             |
| French Album Chart             | 1              |
| Swiss Album Chart              | 31             |

### Singles
| Ano  | Single     | Chart                | Melhor posição |
| ---- | ---------- | -------------------- | -------------- |
| 2000 | "Commando" | French Singles Chart | 43             |

### Certificações
| País   | Provedor | Certificação | Vendas certificadas |
| França | SNEP     | 2× Ouro      | 300.000             |